# 犹太民族国家法
《基本法：以色列——猶太民族的民族國家》（羅馬化：ḥŵk y°sŵd: yiś°råʾel—m°diynat hal̇°ʾŵm šȩl håʿam haẏ°hẇdiy），通稱《犹太民族国家法》，為《以色列基本法》的十四份憲制性法律文件之一，內容规定以色列国是犹太人的民族国家。2018年7月19日，以色列议会以62票支持、55票反对、2票弃权通过该法。该法大致上為象征和宣示意义，但招致国际社会包括美国犹太人組織及倡議團體的尖锐反对。
2019年1月，以色列最高法院宣布，將由11個司法小組審理對该法合憲性的質疑。法院將裁定該法律是否違反《基本法：人的尊嚴與自由》。此外，這將是首次處理是否有權力在此基礎上廢除另一部《基本法》的問題。
2021年7月，最高法院裁定该法律合宪，并未否定国家的民主性质。首席法官埃斯特·海尤特代表多数派撰写意见书，“这部基本法律只是我们正在形成的宪法中的一个章节，它并没有否定以色列作为一个民主国家的特征。”最高法院多数派观点认为，该法仅仅宣告了一个显而易见的事实——即以色列是一个犹太国家，并且这没有减损非犹太人的个人权利，特别是考虑到其他基本法律确保了所有人享有平等权利。

## 具體內容
該法重新整合了不少已經存在的法律文件，例如《以色列獨立宣言》，及以往關於國旗、國歌及曆法等的規定，同時亦包含了一些較敏感的內容，例如耶路撒冷的首都地位。本案取消了阿拉伯語此前與希伯來語一同並列為官方語言的地位，改為「特殊地位」。
該案發佈前經歷了一些小修改，主要是“猶太人定居點”（亦稱猶太屯墾區）及“離散猶太人聚集”等方面。根據初案條文，以色列政府將被允許“在宗教及國籍的基礎上”建立互相分隔的社區，亦即“建立純猶太人社區”。該部分遭受以色列總統魯文·里夫林等人批評，里夫林甚至批評它「會被敵人用來攻擊猶太人」。此举也被批為《吉姆·克勞法》或南非種族隔離的翻版。後經折衷改為“國家將視猶太人定居點的發展為國家利益，並將通過行動鼓勵及推廣猶太人定居點的確立及鞏固。”
該法案包含11條條款：

### 1-基本原則
- 以色列地是猶太人歷史上的故土，是以色列國的所在地。
- 以色列國為猶太人的祖國，猶太人在國內通過行使其自然、文化、宗教及歷史的權力，從而實現民族自決。
- 在以色列國內，僅猶太人有權實現民族自決。

### 2-國家標誌
- 國家名稱為“以色列”。
- 國旗為白色背景，旗幟的上下邊緣各一條藍色線條，中央為藍色的大衛之星。
- 國徽圖案為一座有七個分支的燈盞，左右配以橄欖葉，並且燈盞下方應寫有“以色列”。
- 國歌為《希望》。
- 國家標誌的具體細節為其他法律另行規定。

### 3-國家首都
以色列的首都，為一個完全且統一的耶路撒冷。

### 4-語言
- 國家的語言為希伯來語。
- 阿拉伯語在國家擁有特殊地位；各政府機構根據法律規定使用阿拉伯語。
- 本條文並不動搖阿拉伯語在本法實施前就在本國享有的地位。

### 5-離散猶太人的聚集
國家對離散世界各地的猶太人開放。

### 6-與猶太人的聯繫
- 對於由於猶太人身份或其以色列公民身份而處於不利境況的猶太人及以色列公民，國家將努力確保其安全。
- 國家需在離散世界各地的猶太人中，通過行動增強猶太人與國家的親密關係。
- 國家需通過行動，傳承離散猶太教徒中猶太人的文化、歷史及宗教遺產；

### 7-猶太人定居點
國家將視猶太人定居點的發展為國家利益，並將通過行動鼓勵及推廣猶太人定居點的確立及鞏固。

### 8-官方曆法
希伯來曆是國家的官方曆法，格里曆同時亦將作為官方曆法而使用。希伯來曆及格里曆的具體使用由其他法律另行規定。

### 9-獨立日及紀念日
- 獨立日是以色列國的國家官方假日。
- 陣亡將士紀念日及大屠殺紀念日是國家的官方紀念日。

### 10-休息日及安息日
安息日及以色列節日是以色列國的公共假期。非猶太人有權繼續保持其安息日及其他節日。該條款的具體細節由其他法律另行規定。

### 11-不變性
本《基本法》不得作出變更，除非由以色列議會多數通過另一《基本法》。

## 反響

### 以色列國內
以色列總理班傑明·內塔尼亞胡對該法表示支持。他稱該法為“錫安主義發展及以色列國的一個重要時刻，並且我們通過法律確立了我們存在的基本原則。”他還評論到“以色列是猶太人的國家，這個國家尊重所有國民的人權。這是我們的國家——猶太人的國家。近年來，有不少人對這點表示懷疑，並且嘗試削弱我們存在的根基。今天，通過法律，我們終於能夠說：這是我們的國家、我們的語言，以及我們的國旗。”
反對黨黨魁齊皮·利夫尼（運動黨）發表聲明，稱她對“以色列是猶太人的國家”該點並沒有意見，但她又指出，為了展示以色列是一個現代國家，法律應該對所有公民一視同仁。
2018年7月19日，耶路撒冷與塞浦路斯天主教教區要求政府撤銷該法：“耶路撒冷是猶太人、基督徒、穆斯林、德魯茲教徒和巴哈伊信仰的共同遺產，為了保護聖地，我們需與所有分裂和內部糾紛作鬥爭。”
該案同時激起以色列國內阿拉伯裔及德魯茲教徒的強烈反對。以色列議會副議長艾哈迈德·蒂比稱，雖然以色列“已經有超過50條法案歧視以色列的非猶太人”，但這份新法案“建立了一個有兩套系統的神權國家：一為特權階層猶太人，二為二等公民巴勒斯坦阿拉伯人……以色列正式成為了一個種族隔離國家”。8月4日，德魯茲社區領導人發起了一場超過50,000人參與的示威，100多名德魯茲後備軍人稱，他們數代人為以色列戰鬥，而如今國家居然要將他們劃為二等公民。8月11日，上千名阿拉伯裔亦在特拉維夫展開抗議示威。
以色列教育部計劃，從2019年9月起將《犹太民族国家法》有关内容纳入学生教材，而且包括阿拉伯裔学生在内的所有学生都要学习《犹太民族国家法》的内容，该内容还是大学入学考试的必考内容。联合阿拉伯名单呼吁中学校长抵制教授这一内容，称其为种族主义意识形态渗透到课程中。民主联盟指责以色列教育部更该着力解决学校学生人满为患、教师工资低等问题。
一份收到532個有效答覆的問卷調查顯示，58%的以色列猶太人支持該法案、34%反對該法案、8%沒有意見。調查同時發現，支持該法案的人士的政治立場通常偏右派或中間，而左派人士則傾向表示反對。而另外一份由以色列民主研究所發起的問卷調查則顯示，在600個回覆中，多數公眾意見（59.6%的猶太裔及72.5%的阿拉伯裔）認為，法律應保證所有公民的受平等對待權。

### 國際反響
土耳其總統雷傑普·塔伊普·埃爾多安發表評論稱“以色列是全世界最法西斯主義的國家”。
歐盟方面，外交事務專員費德麗卡·墨格里尼則表示擔憂，稱該法會使以巴衝突問題更加複雜。

## 外部連結
- . Knesset website.   [19 July 2018]. （原始内容存档于19 July 2018）. （英語）